# Oxenfree
Oxenfree – komputerowa gra przygodowa stworzona i wydana przez Night School Studio w 2016 roku.
Tytuł gry pochodzi od popularnego wśród anglojęzycznych dzieci zwrotu Olly olly oxenfree używanego podczas zabawy w chowanego i w berka. Powiedzenie to oznacza, że dotychczasowa gra zakończyła się, a wszyscy jej uczestnicy gromadzą się, aby rozpocząć zabawę od początku.
Gra po raz pierwszy ukazała się w styczniu 2016 roku w wersji dostępnej na systemy operacyjne Microsoft Windows i macOS oraz konsolę Xbox One. Następnie w maju tego roku została dostosowana do konsoli PlayStation 4, zaś w czerwcu do systemów operacyjnych Linux, a w 2017 roku przekształcona względem systemów operacyjnych iOS, Android i konsoli Nintendo Switch. W Oxenfree gracz wciela się w rolę bystrej, buntowniczej nastolatki Alex, która przybywa wraz z przyjaciółmi na Wyspę Edwarda, by uczcić zakończenie liceum. Bohaterowie szybko dostrzegają, że na wyspie dzieją się trudne do wyjaśnienia zdarzenia. Od gracza zależy, w jakim stopniu odkryje tajemnice wyspy i jak rozwiną się relacje między Alex a jej znajomymi.
Oxenfree jest pierwszym dziełem Night School Studio. Ideą twórców było stworzenie gry fabularnej bez przerywników filmowych, pozwalając graczom na pełną kontrolę świata gry. Strona wizualna Oxenfree łączy w sobie wiele kontrastujących komponentów: ciemne kolory z jasnymi, naturalne kształty z geometrycznymi i ręcznie rysowane elementy z tymi zaprojektowanymi cyfrowo. Strona muzyczna gry w całości została stworzona przez Adrew Rohrmanna (znanego pod pseudonimem scntfcs). Skomponował on ścieżkę dźwiękową, w której obok technik produkcji muzyki cyfrowej wykorzystał również analogowe rejestratory i odbiorniki dźwiękowe (np. magnetofon szpulowy).
W momencie wydania gra Oxenfree otrzymała wiele pozytywnych recenzji. Krytycy chwalili sposób, w jaki Night School Studio przedstawiło historię gry oraz jej postacie, choć niektórzy recenzenci stwierdzili, że gra pozostawia duży niedosyt. Oxenfree była nominowana do wielu nagród, w tym do nagrody „Najlepsza narracja” na The Game Awards 2016.

## Rozgrywka
Oxenfree to komputerowa gra przygodowa rozgrywana z perspektywy 2,5D – trójwymiarowe postacie poruszają się w dwuwymiarowej przestrzeni. Rozgrywka zbudowana jest wokół mechaniki „walk and talk” (tłum. „idź i mów”/„rozmawiaj, przemieszczając się”): zamiast rozmowy pojawiającej się tylko podczas przerywników filmowych, nad głową Alex regularnie wyświetlają się dymki mowy, dające graczowi możliwość wyboru pomiędzy dwiema lub trzema wariantami dialogu. Jednocześnie Alex może swobodnie przemierzać i odkrywać świat gry. Gracz może wybrać opcję dialogową w każdej chwili podczas rozmowy, decydując czy czeka, aż inne postacie skończą mówić, przerywa ich wywód, czy też milczy (nie używa żadnej z opcji dialogowych). Niektóre wybory gracza powodują, że nad głowami bohaterów pojawiają się dymki myśli z twarzą danej postaci w środku, co sugeruje, że wybór gracza miał wpływ na relacje między tymi osobami.
Powyżej każdego przedmiotu, z którym można wejść w interakcję w świecie gry, wyświetla się małe kółko. Elementy interakcji nieoczywistej odnaleźć można poprzez włączenie odpowiedniej częstotliwości w podręcznym radiu Alex. Rezultatem tego mogą być takie zjawiska jak odblokowywanie drzwi lub możliwość komunikacji z innym wymiarem. W Oxenfree nie ma możliwości przegranej; wybory gracza i relacje z postaciami decydują o tym, które z kilku możliwych zakończeń gracz finalnie otrzyma.

## Wyróżnienia

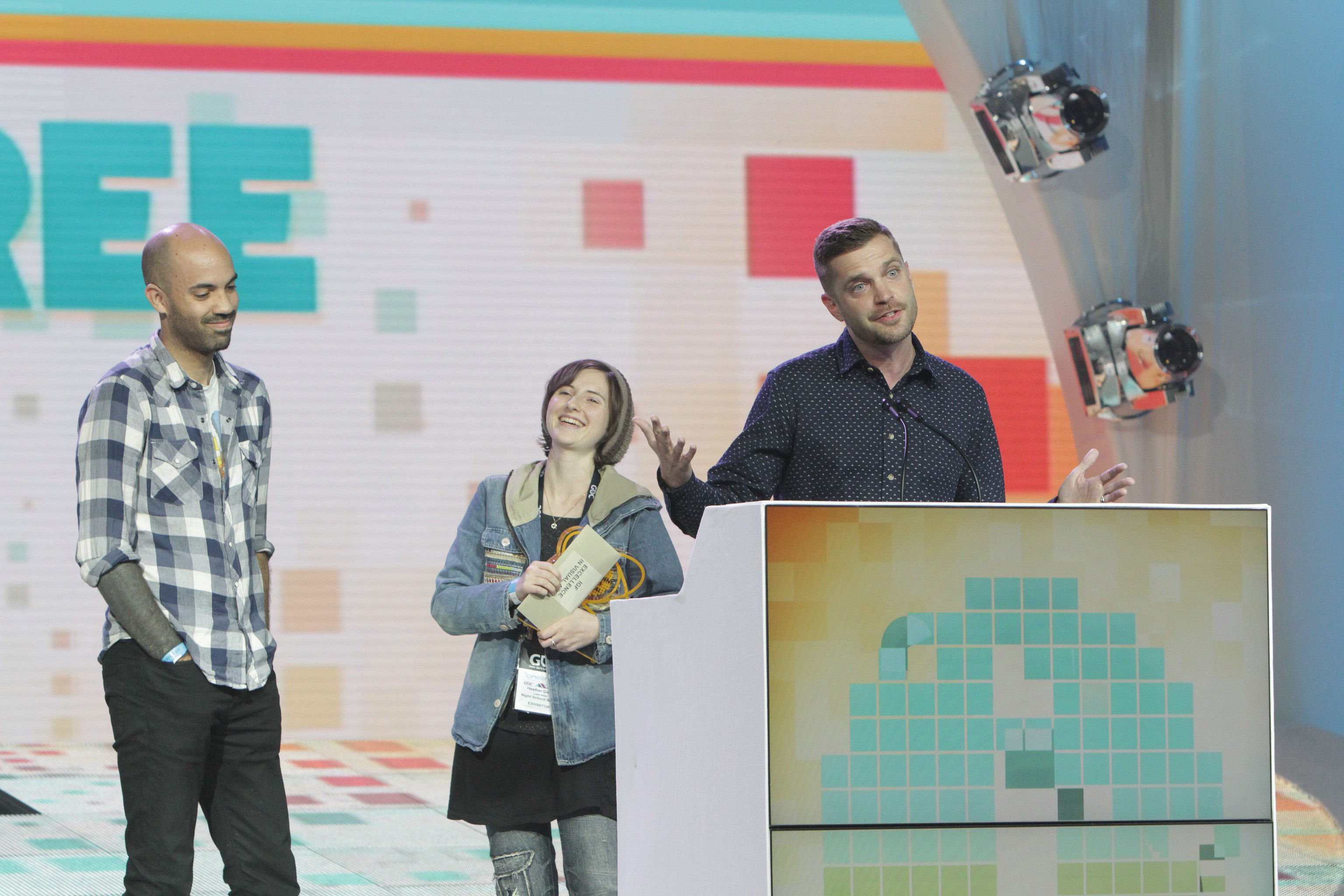
Adam Hines, Heather Gross i Sean Krankel – członkowie Night School Studio nagrodzonego za grę Oxenfree podczas Festiwalu Gier Niezależnych w 2016 roku.

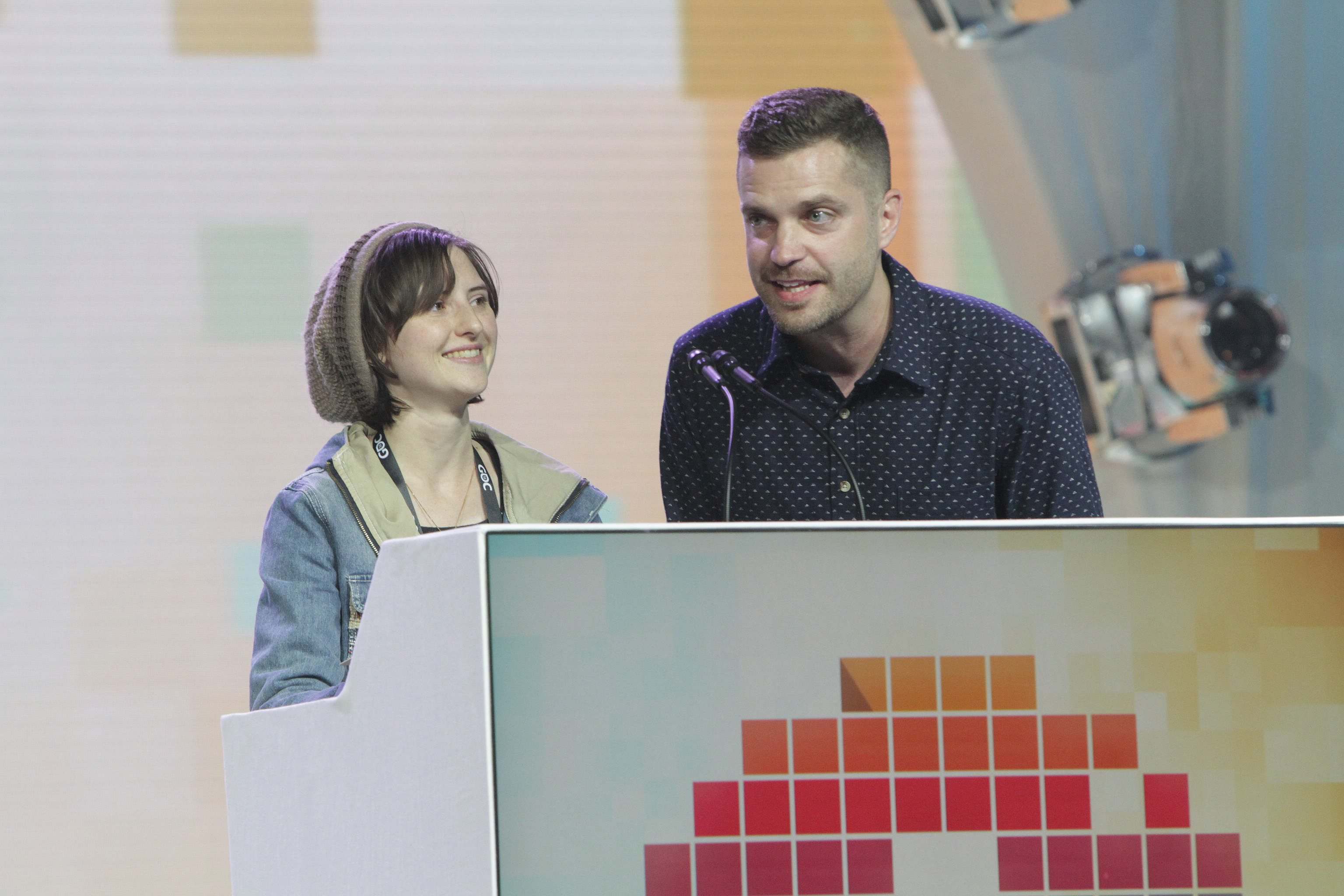
Heather Gross i Sean Krankel, Festiwal Gier Niezależnych 2016.

| Rok  | Wydarzenie                                            | Kategoria                                                      | Rezultat  | Przyp. |
| ---- | ----------------------------------------------------- | -------------------------------------------------------------- | --------- | ------ |
| 2016 | Festiwal Gier Niezależnych                            | Wybitna sztuka wizualna                                        | wygrana   | [ 12 ] |
| 2016 | Unity Awards                                          | Najlepsze wrażenie wizualne 2D                                 | nominacja | [ 13 ] |
| 2016 | Golden Joystick Awards                                | Najlepsza narracja                                             | nominacja | [ 14 ] |
| 2016 | Golden Joystick Awards                                | Najlepsza gra niezależna                                       | nominacja | [ 14 ] |
| 2016 | The Game Awards                                       | Najlepsza narracja                                             | nominacja | [ 15 ] |
| 2017 | Annual D.I.C.E. Awards                                | Wybitne osiągnięcie w fabule                                   | nominacja | [ 16 ] |
| 2017 | Game Developers Choice Awards                         | Najlepszy debiut twórczy (dla Night School Studio za Oxenfree) | nominacja | [ 17 ] |
| 2017 | Game Developers Choice Awards                         | Najlepsza narracja                                             | nominacja | [ 17 ] |
| 2017 | SXSW Gaming Awards                                    | Wybitny sposób narracji                                        | nominacja | [ 18 ] |
| 2017 | British Academy Games Awards                          | Debiut                                                         | nominacja | [ 19 ] |
| 2017 | British Academy Games Awards                          | Narracja                                                       | nominacja | [ 19 ] |
| 2018 | National Academy of Video Game Trade Reviewers Awards | Pisarstwo w dziedzinie komedii (iOS/Android/Switch)            | nominacja | [ 20 ] |